# بب كيم

شعار بوب كيم

بوب كيم (بالإنجليزية: PubChem)‏ هي قاعدة بيانات للجزيئات الكيميائية. يقوم المركز الوطني لمعلومات التقانة الحيوية (National Center for Biotechnology Information) بإدارة على بوب كيم، وهو جزء من المكتبة الوطنية للطب التي هي جزء من المعهد الوطني للصحة في الولايات المتحدة. يمكن الدخول إلى بوب كيم مجانا باستخدام واجهة المستخدم عبر شبكة الإنترنت حيث يوجد الملايين من البنى الهيكلية والبيانات الوصفية التي يمكن تحميلها مجانا باستخدام بروتوكول نقل الملفات FTP. ويتضمن بوب كيم وصفا للمواد والجزيئات الصغيرة الحاوية على أقل من 1000 ذرة و 1000 رابطة. حاولت جمعية الكيميائيين الأمريكية مع الكونغرس الأمريكي للحد من تشغيل بوب كيم لأنها تنافس خدمة الخلاصات الكيميائية. يساهم أكثر من 80 بائع لقاعدة البيانات في زيادة قاعدة بيانات بوب كيم.

## وصلات خارجية
Site officiel الموقع الرسمي